# Jasmine Moore
Jasmine Moore (Grand Prairie, 1º maggio 2001) è una lunghista e triplista statunitense, primatista nord-centramericana e caraibica del salto triplo indoor.

## Record nazionali
Seniores
- Salto triplo indoor: 15,12 m ( Albuquerque, 11 marzo 2023)

## Progressione

### Salto in lungo
| Stagione | Misura | Luogo       | Data      | Rank. Mond. |
| -------- | ------ | ----------- | --------- | ----------- |
| 2023     | 6,57 m | Gainesville | 14-4-2023 |             |
| 2022     | 6,82 m | Baton Rouge | 30-4-2022 |             |
| 2021     | 6,83 m | Athens      | 9-4-2021  |             |
| 2019     | 6,27 m | Austin      | 11-5-2019 |             |
| 2018     | 6,39 m | Bloomington | 16-6-2018 |             |
| 2017     | 5,84 m | Austin      | 13-5-2017 |             |
| 2016     | 6,16 m | Greensboro  | 19-6-2016 |             |
| 2015     | 5,62 m | Norfolk     | 5-8-2015  |             |

### Salto in lungo indoor
| Stagione | Misura | Luogo           | Data      | Rank. Mond. |
| -------- | ------ | --------------- | --------- | ----------- |
| 2022/23  | 7,03 m | Albuquerque     | 10-3-2023 |             |
| 2021/22  | 6,75 m | College Station | 25-2-2022 |             |
| 2020/21  | 6,44 m | Fayetteville    | 29-1-2021 |             |
| 2019/20  | 6,47 m | Fayetteville    | 14-2-2020 |             |
| 2018/19  | 6,33 m | New York        | 9-3-2019  |             |
| 2017/18  | 6,23 m | New York        | 10-3-2018 |             |
| 2016/17  | 6,19 m | New York        | 11-3-2017 |             |

### Salto triplo
| Stagione | Misura  | Luogo           | Data      | Rank. Mond. |
| -------- | ------- | --------------- | --------- | ----------- |
| 2023     | 13,91 m | Gainesville     | 15-4-2023 |             |
| 2022     | 14,32 m | Eugene          | 11-6-2022 |             |
| 2021     | 14,39 m | College Station | 15-5-2021 |             |
| 2019     | 13,67 m | Austin          | 11-5-2019 |             |
| 2018     | 13,43 m | Austin          | 31-3-2018 |             |
| 2017     | 13,29 m | Greensboro      | 17-6-2017 |             |
| 2016     | 12,67 m | Greensboro      | 18-6-2016 |             |

### Salto triplo indoor
| Stagione | Misura  | Luogo        | Data      | Rank. Mond. |
| -------- | ------- | ------------ | --------- | ----------- |
| 2022/23  | 15,12 m | Albuquerque  | 11-3-2023 |             |
| 2021/22  | 14,57 m | Birmingham   | 12-3-2022 |             |
| 2020/21  | 13,97 m | Fayetteville | 27-2-2021 |             |
| 2019/20  | 13,90 m | Fayetteville | 1-2-2020  |             |
| 2018/19  | 13,47 m | New York     | 10-3-2019 |             |
| 2017/18  | 13,10 m | New York     | 11-3-2018 |             |
| 2016/17  | 12,97 m | New York     | 12-3-2017 |             |

## Palmarès
| Anno | Manifestazione              | Sede     | Evento         | Risultato | Prestazione | Note        |
| ---- | --------------------------- | -------- | -------------- | --------- | ----------- | ----------- |
| 2017 | Campionati panamericani U20 | Trujillo | Salto triplo   | Bronzo    | 13,25 m     |             |
| 2018 | Mondiali U20                | Tampere  | Salto in lungo | 10ª       | 5,99 m      | [ 1 ] [ 2 ] |
| 2018 | Mondiali U20                | Tampere  | Salto triplo   | 10ª       | 13,09 m     | [ 3 ]       |
| 2021 | Giochi olimpici             | Tokyo    | Salto triplo   | 23ª (q)   | 13,76 m     |             |
| 2022 | Mondiali                    | Eugene   | Salto triplo   | 13ª (q)   | 14,24 m     | [ 4 ]       |
| 2022 | Mondiali                    | Eugene   | Salto in lungo | 13ª (q)   | 6,60 m      |             |
| 2023 | Mondiali                    | Budapest | Salto in lungo | 10ª       | 6,54 m      |             |
| 2023 | Mondiali                    | Budapest | Salto triplo   | 11ª       | 13,51 m     |             |
| 2024 | Mondiali indoor             | Glasgow  | Salto triplo   | 5ª        | 14,15 m     |             |
| 2024 | Giochi olimpici             | Parigi   | Salto in lungo | Bronzo    | 6,96 m      |             |
| 2024 | Giochi olimpici             | Parigi   | Salto triplo   | Bronzo    | 14,67 m     |             |

## Campionati nazionali
2022
- Argento ai campionati statunitensi (Eugene), salto in lungo - 6,80 m
- Bronzo ai campionati statunitensi (Eugene), salto triplo - 14,15 m